# Back 4 Blood
Back 4 Blood é um jogo eletrônico de tiro em primeira pessoa desenvolvido pela Turtle Rock Studios e publicado pela Warner Bros. Interactive Entertainment. Foi lançado em 12 de outubro de 2021 para Microsoft Windows, PlayStation 4, PlayStation 5, Xbox One e Xbox Series X/S.
É considerado um sucessor espiritual de Left 4 Dead, uma vez que foi desenvolvido pelos criadores do jogo original e apresenta uma jogabilidade semelhante. O jogo foi anunciado no The Game Awards 2020 e veio quase uma década depois que a Turtle Rock Studios se separou da Valve (que publicou ambos os títulos Left 4 Dead e ainda possui os direitos da franquia) e se restabeleceu como um estúdio independente.

## Jogabilidade
A jogabilidade de Back 4 Blood é muito semelhante a Left 4 Dead, ambos são jogos cooperativos de quatro jogadores e oito jogadores em modo PvP com foco no modo multijogador e rejogabilidade. Um novo recurso de Back 4 Blood são os cartões. No início de cada fase, os jogadores precisam construir seu deck com cartas que ajustam vários elementos da jogabilidade, como modificar a saúde, danos e resistência do jogador. Junto com as cartas, o Diretor de IA também usará cartas de Corrupção contra o jogador para impedir seu progresso. A IA pode gerar inimigos extras, ativar um efeito de névoa e aumentar o tamanho da horda.

## Desenvolvimento
O jogo foi desenvolvido pela Turtle Rock Studios, que foram os criadores do primeiro Left 4 Dead. De acordo com a equipe de desenvolvimento, o jogo apresenta uma história mais expandida do que os jogos da franquia Left 4 Dead, e tem um tom mais edificante do que outros jogos de zumbis no mercado. Phil Robb, o diretor criativo do jogo, acrescentou que os Cleaners são mais confiantes e capazes, ao contrário de homens comuns de Left 4 Dead. Ele acrescentou que os jogadores não estão apenas sobrevivendo e encontrando lugares seguros. Eles estão lutando contra zumbis para criar espaços seguros. Isso se reflete no diálogo entre os Cleaners, que não parecem mais ter medo de seus inimigos. A equipe incluiu os sistemas de cartas no jogo porque sentiu que isso pode manter o jogo dinâmico e desafiador para jogadores veteranos, embora a Turtle Rock também tenha adicionado um modo Clássico, uma experiência mais acessível que remove todas as cartas, para novos jogadores.
O jogo foi anunciado oficialmente em março de 2019 pela Turtle Rock e pela publicadora Warner Bros. Interactive Entertainment. O jogo foi revelado oficialmente durante o The Game Awards 2020, com uma versão alpha fechada sendo lançada em 17 de dezembro de 2020. Inicialmente programado para ser lançado em 22 de junho de 2021, o jogo foi adiado para 12 de outubro de 2021 para Microsoft Windows, PlayStation 4, PlayStation 5, Xbox One e Xbox Series X/S. Um beta aberto foi lançado em meados de agosto de 2021.

## Recepção
Back 4 Blood recebeu "críticas geralmente favoráveis" no PC e PlayStation 5, e "críticas geralmente mistas ou médias" no Xbox Series X, de acordo com o agregador de notas Metacritic.